# Hellraiser: Infernul
Hellraiser: Infernul  (titlu original: Hellraiser: Inferno) este un film de groază american din 2000 regizat de Scott Derrickson. Este al cincilea film din seria Hellraiser a lui Clive Barker și primul direct-pe-DVD. În rolurile principale joacă actorii Doug Bradley, Craig Sheffer, Nicholas Turturro și James Remar.

## Prezentare
Joseph Thorne este un detectiv de poliție din Denver, inteligent dar corupt. Acesta ajunge să fie implicat într-o lume ciudată a crimei, sadismului și a nebuniei. Totul după ce a fost desemnat să investigheze crimele unui nebun cunoscut doar sub numele de "Inginerul".

## Distribuție
- Doug Bradley - Pinhead
- Craig Sheffer - Detectiv Joseph Thorne
- Nicholas Turturro - Detectiv Tony Nenonen
- James Remar - Dr. Paul Gregory
- Nicholas Sadler - Bernie
- Noelle Evans - Melanie Thorne
- Lindsay Taylor - Chloe
- Matt George - Leon Gaultier
- Michael Shamus Wiles - Mr. Parmagi
- Sasha Barrese - Daphne Sharp
- Kathryn Joosten - Mother
- Jessica Elliot - Young Joseph's Mother
- Carmen Argenziano - Captain
- J B Gaynor - Young Joseph